# Frälsning i Jesus allena
Frälsning i Jesus allena är en psalm med text av Eden Reeder Latta och musik av John Harrison Tenney.

## Publicerad i
- Segertoner 1988 som nr 488 under rubriken "Att leva av tro - Kallelse - inbjudan".[1]